# حصن الجزيرة الخضراء
حصن الجزيرة الخضراء (بالإسبانية: 

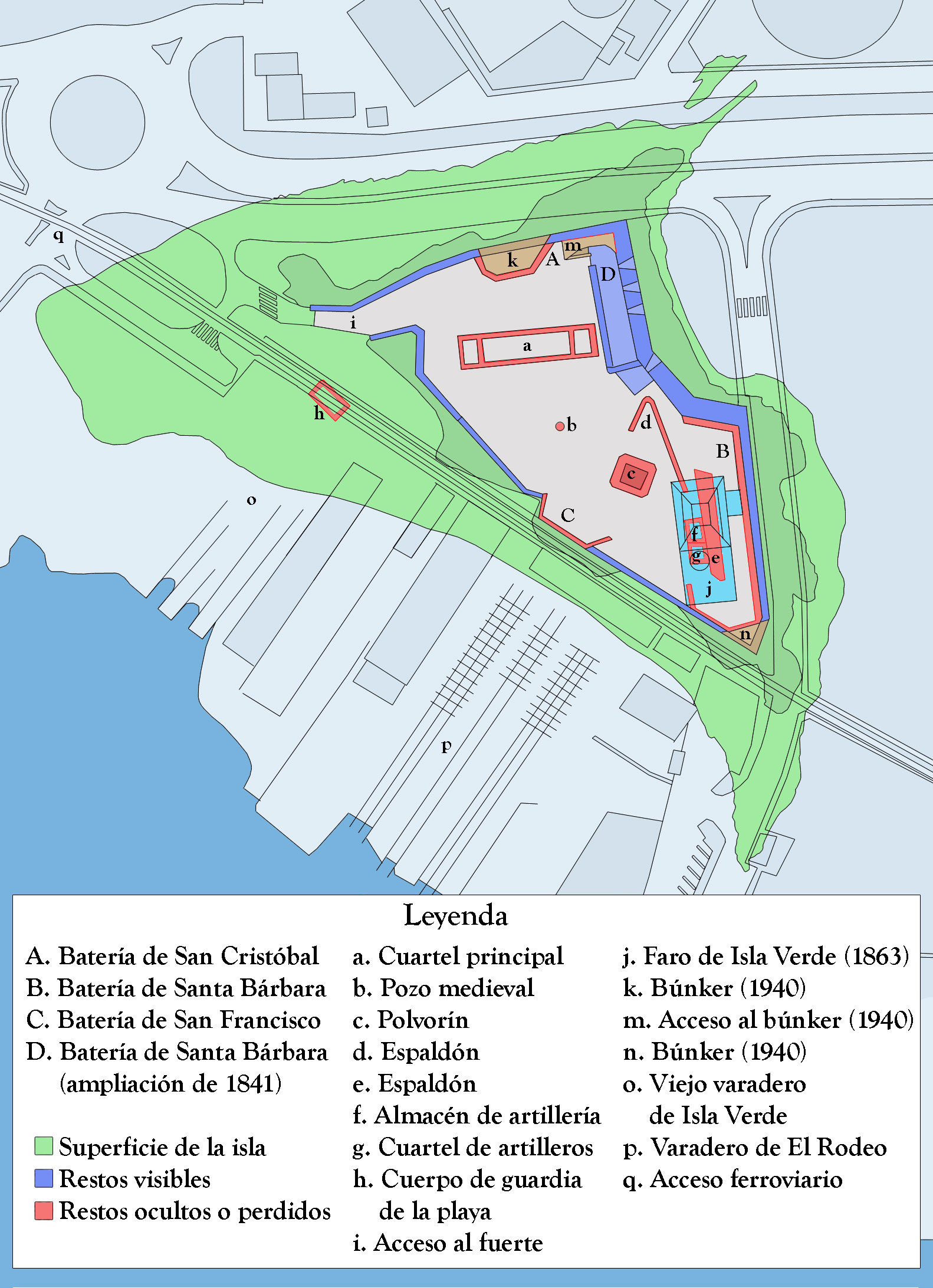
خريطة حصن الجزيرة الخضراء أو فويرتي دي إيسلا فيردي قبل إعادة البناء عام 1745.

Fuerte de Isla Verde)‏ ويردُ في بعض المصادر باسمِ فويرتي دي إيسلا فيردي هو منشأة عسكرية كانت موجودة سابقًا في الجزيرة الخضراء بإسبانيا. كانت الجزيرة الممتدة التي تقعُ على مسافة قصيرة من شواطئ البلدة القديمة بالمدينة، موقعًا لبطارية مدفعية في عام 1720. بُني الحصن فب الجزيرة عام 1734 وفقًا لخطط المهندس العسكري خوان دي سوبريفيل (بالإسبانية: Juan de Subreville)‏، وتمّ إعادة تصميمه في عام 1745 تحت قيادةِ لورنزو دي سوليس (بالإسبانية: Lorenzo de Solís)‏ وذلك قُبيل تجهيز المنشأة بالكامل والتي اتبعت الشكل المثلث للجزيرة، حيث كانت في البدايةِ مزودةً بثلاث بطاريات:
- بطارية الجزيرة الخضراء (المعروفة منذ عام 1745 باسم بطارية سان كريستوبال (بالإنجليزية: St. Christopher's Battery)‏، وتقع على الجانب الشرقي من الجزيرة. واجَهَت الشمال وسيطرت على طرق الوصول البحرية إلى مدينة الجزيرة الخضراء الجديدة. كانت تُغطّي نحو 20 متر (66 قدم) ويمكن أن تستوعب أربعة أو خمسة بنادق.[3]
- البطارية الرئيسية والمعروفة باسمِ بطارية سانتا باربرا (بالإنجليزية: St. Barbara's Battery)‏ من عام 1745. تقعُ باتجاه الجنوب الشرقي نحو مدخل خليج جبل طارق. تداخل قوسها الناري مع قوس فويرتي دي سان غارسيا، وهو حصن آخر في الجزيرة الخضراء. كانت تُغطّي حوالي 40 متر (130 قدم) ويمكن أن تستوعب ثلاثة عشر مدفعًا ثقيلًا.[4]
- بطارية سان غارسيا وتُعرف كذلك باسمِ بطارية سان فرانسيسكو (بالإنجليزية: St. Francis' Battery)‏. تقعُ على الجانب الغربي من الجزيرة، في مواجهة الجنوب الغربي. تداخل قوس النار الخاص بها مع بطارية الشاطئ في بونتا روديو. كانت هذه أصغر بطاريات الحصن الثلاث، حيث يبلغ قياسها 9 متر (30 قدم) مع مساحة لمدفعين.[5]

كانت الجزيرة محاطة بجدارٍ كبيرٍ لمنع وصول الغزاة. احتلَّت العديد من المباني داخل القلعة، حتى صار في إمكانها استيعاب ما يصل إلى 70 رجلًا في أماكن المعيشة، الواقعة بجوار بطارية الجزيرة الخضراء، والتي تم تقسيمها إلى مساحات منفصلة للضباط. كان يوجد أيضًا مخزن للبقالة هناك، وقد تمّ إيواء المدفعية في ثكنة بجوار بطارية سان غارسيا، جنبًا إلى جنب مع مخزن المدفعية حيث تم تخزين عربات المدافع والعتاد الاحتياطي. كان المبنى محميًا بمبنى كبير لحمايته من نيران العدو. في وسط الجزيرة كانت المخزنة الرئيسية، التي شيّدت بجدران سميكة للحد من خطر إصابة المبنى بالقذائف والذخيرة المخزنة في الداخل. تم سحب مياه الشرب من بئر تم تشييدها في مكان قريب. لم يكن هناك سوى مدخل واحد للقلعة، في الربع الشمالي الغربي من الجزيرة المجاورة للشاطئ. كانت هذه هي النقطة الأكثر ضعفًا في الهيكل، لذا تم تعزيزها بالعوائق الخارجية الموجودة على الشاطئ، كما أعيد تشكيل هذه النقطة عدة مرات خلال فترة وجود الحصن لتقويته.
دمَّر البريطانيون في عام 1810 معظم التحصينات الإسبانية حول خليج جبل طارق في عام 1810، خلال حرب الاستقلال الإسبانية، لمنع وقوعها في أيدي الفرنسيين. ومع ذلك، لم يتأثر الحصن وخضع لإعادة البناء والتعزيز في عدة مناسبات خلال القرن التاسع عشر. بحلول عام 1821، تم زيادة عدد البطاريات إلى خمس بطاريات، كما أُضيفت عددٌ من مواقع إطلاق النار لتسهيل استخدام المسدسات من جدران القلعة وتم رصف البطاريات بالحجارة لتسهيل تحريك عربات المدافع. سقط الحصن تدريجيًا مع مرور السنوات، وقد تسببت أوجه القصور في بنائه والتآكل الناجم عن البحر في تدهور الهيكل.
أدت التحسينات في تكنولوجيا المدفعية مع بداية القرن العشرين إلى فقدانِ القلعة أهميتها العسكرية السابقة. في عام 1919، انتقلت إدارتها إلى مجلس أعمال المرفأ الذي تم إنشاؤه حديثًا، والذي كان عليه أن يتحمل تكلفة نقل الذخائر المخزنة هناك إلى مكان جديد. تم إنشاء كاسر أمواج شمال الجزيرة لتوفير المأوى لبناء أرصفة ميناء الجزيرة الخضراء. استمر الاستخدام العسكري لبعض الوقت. أعيد استخدام الحصن خلال الحرب العالمية الثانية عندما تم بناء مخبأين بهما أعمدة للرشاشات بواسطة مفرزة مكونة من 40 جنديًا، كما بُنيت ثكناتٌ ومطبخ لهم. دُمّر الحصن جزئيًا في الستينيات عندما أدى توسيع الميناء إلى بناء مستودعات ومصانع في الموقع.
مُنح الحصن مكانة محمية كموقع تراث تاريخي في عام 1985 وحصل على تقدير خاص في عام 1993 من قبل الحكومة. رعَت هيئة ميناء الجزيرة الخضراء عام 2006 أعمال حفر وترميم الأجزاء المتبقية من الحصن، وأُعيد بناء بقايا الهيكل جزئيًا في محاولة لاستعادته إلى مظهر يشبه مظهره الأصلي.